# M1841 Mississippi Rifle

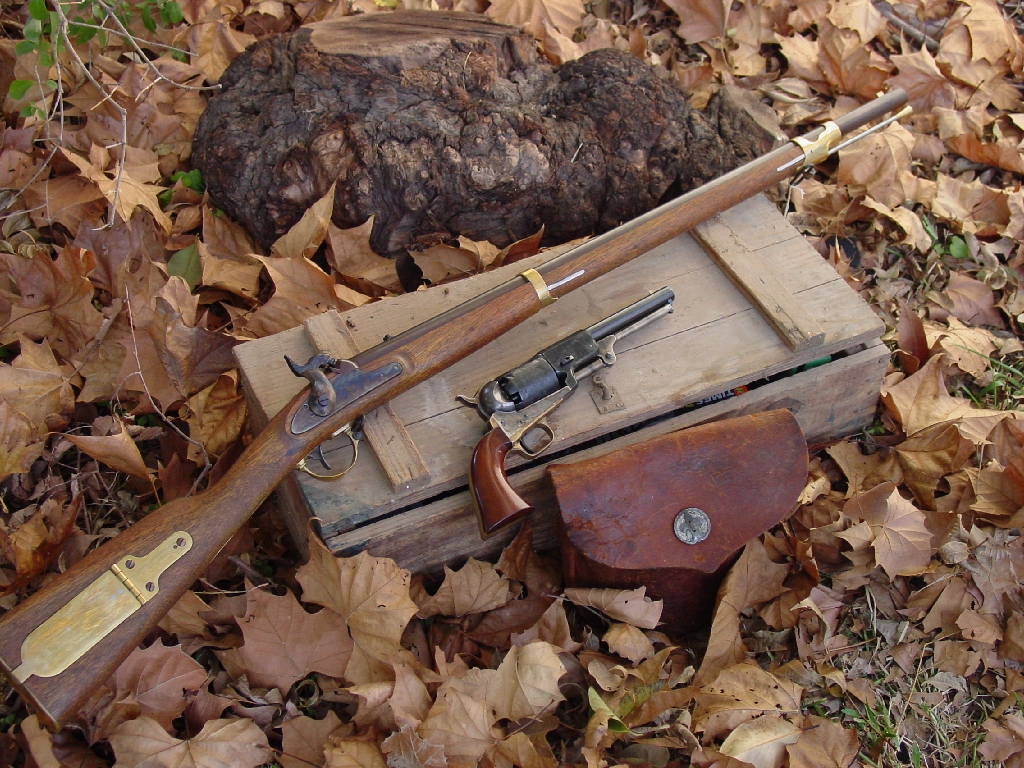
Uma réplica do M1841 Mississippi rifle

O M1841 Mississippi rifle é um rifle de percussão, de carregamento pelo cano do tipo pederneira, introduzido em 1841 e usado na Guerra Mexicano-Americana e na Guerra Civil Americana.